# 土佐帚形蛤
是笋螂目杓蛤科帚形蛤属的一种。主要分布于中国大陆、台湾，常栖息在深海。